# Kunstjahr 1509
Liste der Kunstjahre

◄◄ | ◄ | 1505 | 1506 | 1507 | 1508 | Kunstjahr 1509 | 1510 | 1511 | 1512 | 1513 | ► | ►►

Weitere Ereignisse
Dieser Artikel behandelt das Kunstjahr 1509.

## Ereignisse

### Architektur
- Der Bau der gotischen Kirche Santa Maria dello Spasimo in Palermo beginnt.

### Malerei

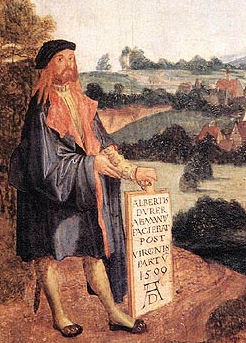
Selbstporträt Dürers mit dem Datum der Ablieferung auf dem Mittelbild

- Die Werkstatt von Albrecht Dürer übersendet den von ihm erstellten Teil des Heller-Altars von Nürnberg nach Frankfurt am Main. Der andere Teil des von Jakob Heller für die Frankfurter Dominikanerkirche in Auftrag gegebenen Triptychons wird von Matthias Grünewald gefertigt. Die beiden Teile werden 1511 am Bestimmungsort zusammengebaut.
- Francesco Francia malt die Taufe Christi.
- Mariotto Albertinelli und Fra Bartolommeo gehen nach rund zehn Jahren neuerlich eine künstlerische Partnerschaft ein. Sie begeben sich nach Lucca, wo sie  ein für die Kathedrale San Martino gemaltes Altarbild aufstellen.

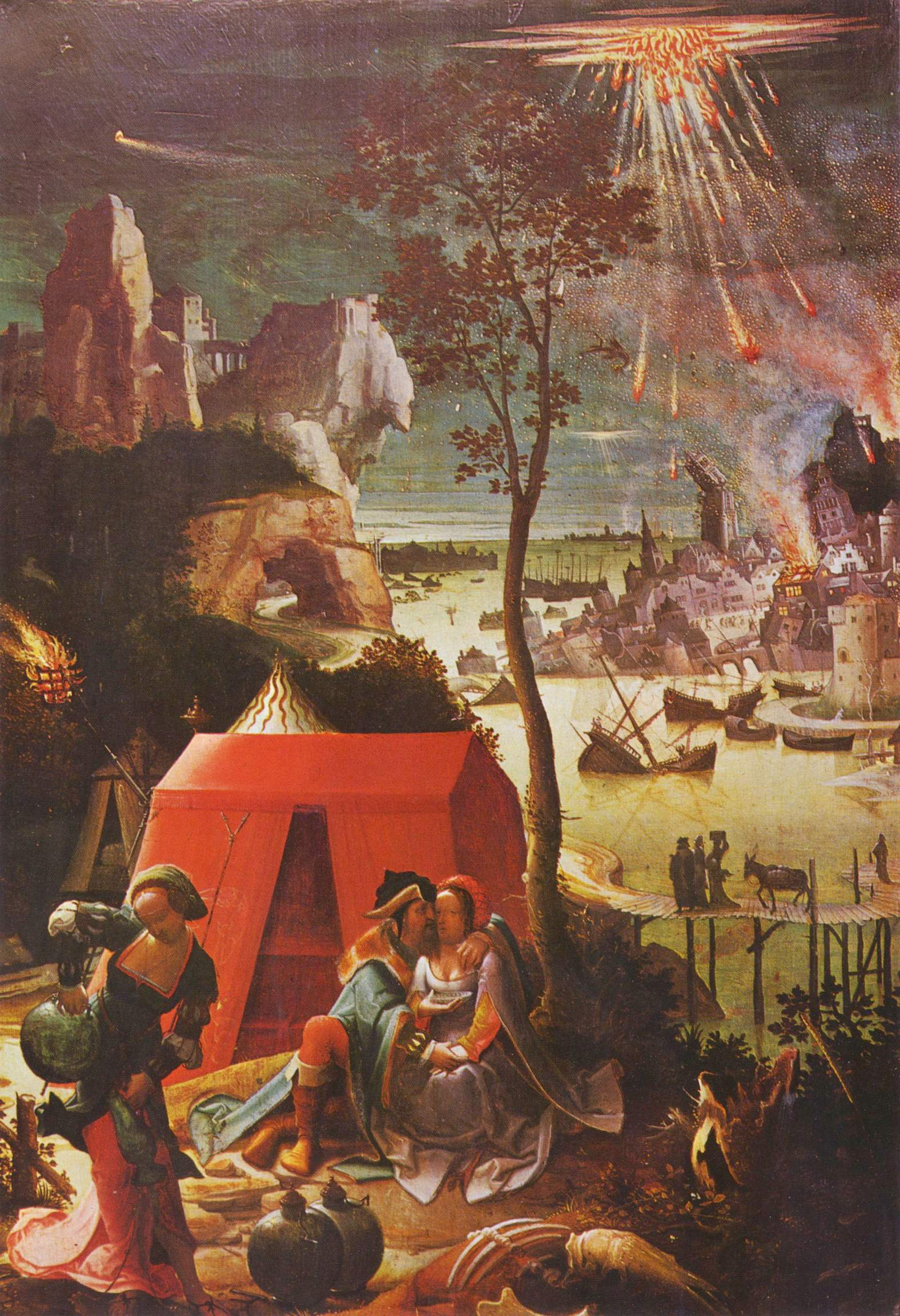
Van Leyden: Lot und seine Töchter

- um 1509: Lucas van Leyden fertigt Lot und seine Töchter und Die Versuchung des Heiligen Antonius.

### Schnitzerei / Holzschnitt
- Tilman Riemenschneider schafft den Zwölfbotenaltar, einen spätgotischen Schnitzaltar.

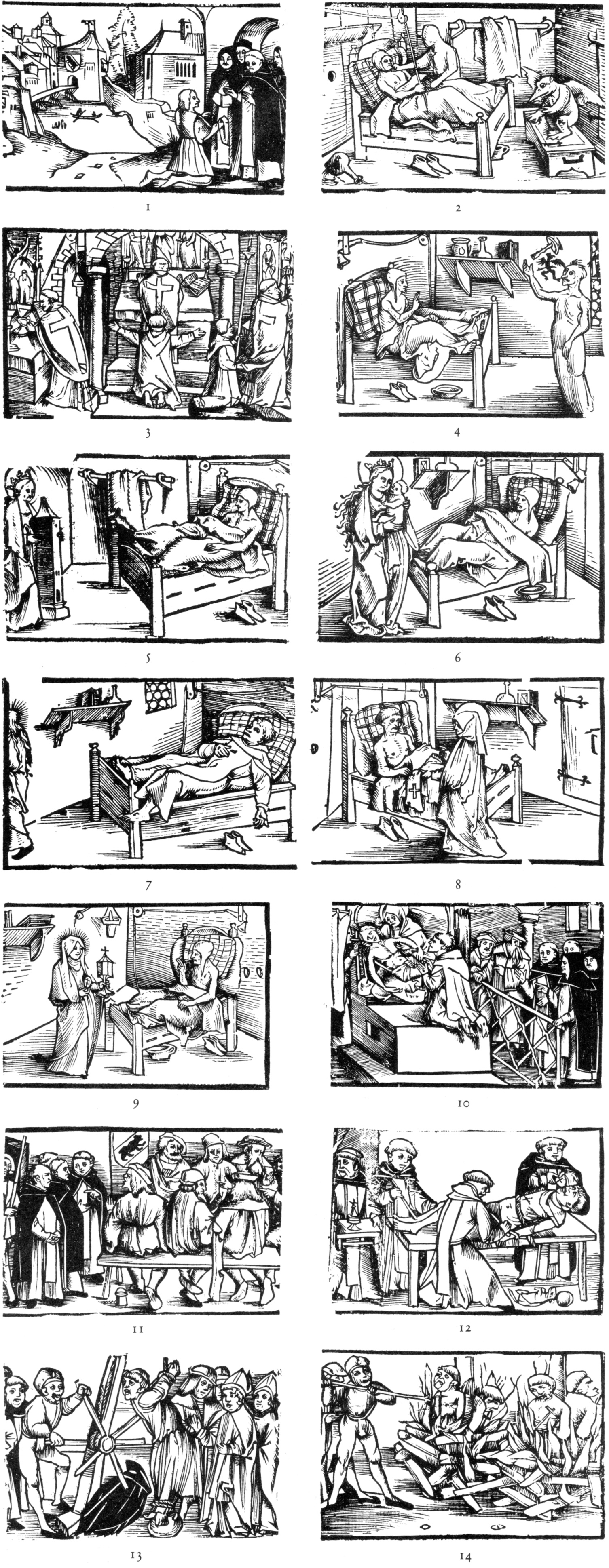
Holzschnitt-Illustration zum Jetzerhandel von Urs Graf

- Urs Graf dokumentiert den Jetzerhandel in einem Holzschnitt.

## Geboren

### Genaues Geburtsdatum unbekannt
- Daniele da Volterra, italienischer Maler und Bildhauer († 1566)

### Geboren um 1509
- Nicolò dell’Abbate, italienischer Renaissancemaler († um 1571)
- Pieter Aertsen, niederländischer Maler († 1575)
- Leone Leoni, italienischer Bildhauer und Goldschmied

## Gestorben

### Todesdatum gesichert
- Mitte Januar: Adam Kraft, fränkischer Bildhauer (* 1455/1460)

### Genaues Todesdatum unbekannt
- Jakob von Landshut, deutscher Baumeister (* um 1450)